# Vil·la Enriqueta
La Vil·la Enriqueta és una obra neoclàssica d'Alella (Maresme) protegida com a Bé Cultural d'Interès Local.

## Descripció
Edifici habitatge d'estil neoclàssic amb una alçada de planta baixa i golfes, i una planta inferior a la part de davant de l'edifici que correspon a l'habitatge dels masovers. Està situat al costat de llevant de la riera i s'hi accedeix a través d'un camí en pendent des d'aquesta. La coberta és complexa: amb una claraboia central, terrat pla al davant i al darrere, i dues petites teulades a dues vessants als costats. És una construcció de planta rectangular totalment simètrica, amb tres crugies paral·leles a la façana principal. De l'interior, de disseny acurat, en destaca l'espai central octogonal coronat per la claraboia nucli articulador de la distribució interior. La façana principal orientada a sud-oest, és simètrica i està composta segons tres eixos verticals. En posició central hi ha el portal d'entrada, flanquejat per finestres d'arc rebaixat. A sobre, a les golfes, i separades per una cornisa, hi ha petites finestres també d'arc rebaixat. La façana posterior és similar però de menor alçada. Una nova cornisa i una barana massissa continua amb petites ondulacions decoratives als eixos centrals de les façanes principals- corona l'edifici. Les façanes laterals són més pobres i amb les obertures desordenades. Un volum de serveis, de planta baixa i coberta amb cúpula, s'adossa a cadascuna d'aquestes. Per accedir a l'habitatge trobem una escalinata amb balustrada que ens condueix a la terrassa de planta el·líptica que hi ha davant la casa, i que ens reforça la simetria. De l'entorn, a més d'aquests elements, cal destacar el petit estany central respecte l'eix de simetria i els murs de maçoneria que delimiten l'espai.
Tocant al torrent hi ha un altre edifici que no gaudeix de protecció.